# Alfonso César Almeida Ribeiro
Alfonso César Almeida Ribeiro (Barra Mansa, 7 de julho de 1968), conhecido no meio esportivo como Alfonso Ribeiro, ou simplesmente Alf, é um atleta brasileiro, Faixa Preta de Taekwondo e Kickboxing e membro honorífico do "Salón de La Fama", da União Internacional de Artistas Marciais.

## Vida Pessoal
Após o nascimento em Barra Mansa, RJ, mudou-se com cerca de um ano e meio de idade para São José dos Campos, SP. Este período, em virtude do alcoolismo de seus pais, foi bastante conturbado, fazendo com que, constantemente, interrompesse seus treinamentos em artes marciais. As diversas tentativas de suicídio de sua mãe, em virtude do uso excessivo do álcool, culminaram com dois disparos, na cabeça; ela, após cirurgia, conseguiu sobreviver. Voltando ao Estado do RJ, em 1984, concluiu naquela região seus estudos de Técnico em Patologia Clínica e entrou para o Exército Brasileiro. Uma vez no Exército, serviu em diversas unidades e cidades, como Rio de Janeiro, Niterói, Santos (onde se Graduou em Tecnologia em Processamento de Dados), Guarujá, São Paulo, Brasília e Resende, onde continua até a data desta publicação. É pai do também artista marcial César Carreira Ribeiro, conhecido como Cesinha Ribeiro.

## Taekwondo
Iniciou seus treinamentos de Taekwondo na academia acima da CAVEC em São José dos Campos, SP, em 1979, com o atual Mestre Betho Santos, 6º DAN de Taekwondo, mas pouco depois, mudou-se para a Academia Dragões, subordinada ao Grão Mestre San Min Cho, na mesma cidade, onde atingiu a faixa verde ponta azul do Taekwondo. Após a volta para o Estado do Rio de Janeiro, as obrigações da vida adulta o afastaram novamente dos treinos e ele parou na faixa azul ponta vermelha, treinando, entre outros, com o atual Mestre César, 6º DAN e com o lendário Mestre Nan Ho Lee. Após alguns anos, já na Baixada Santista, retomou seus treinamentos de Taekwondo e evoluiu para a faixa vermelha, sendo examinado pelo Mestre Fábio Goulart. Após quase dez anos, em Brasília, teve a oportunidade de continuar sua caminhada e em 23 de junho de 2012, finalmente conquistou a tão sonhada faixa preta, 33 anos após usar sua primeira faixa branca [carece de fontes?].

## Competidor
A volta às competições ocorreu em 2012, já faixa preta, após emagrecer 19 quilos, tanto em Poomsae (forma), como em Keourugui (luta), fechando aquele ano com posições promissoras no ranking nacional (6º e 8º, respectivamente), tendo competido em importantes campeonatos do cenário nacional, como o Brazil Open de Taekwondo e o Campeonato Brasileiro de Taekwondo.
Em 2012, ainda, tornou-se o primeiro brasileiro a ter uma forma (Poomsae) reconhecida pela WTF Poomsae Comitée, ao participar do 1st WTF Free Style Poomsae Video Contest.
Em 2013, após sua participação no Seminário Nacional de Arbitragem de Poomsae, conquistou a vaga de reserva da Seleção Nacional de Poomsae e foi campeão em diversas etapas do Campeonato Brasiliense, sendo 1º colocado no Ranking Distrital na categoria Free Style e 2º Colocado na categoria de Poomsaes reconhecidos.

## Kickboxing
O Kickboxing surgiu na vida de Alfonso Ribeiro ainda em 1987, quando iniciou seu serviço militar, através de treinamentos de lutas numa unidade extinta, na cidade de Barra Mansa, RJ, capitaneados pelo então Sargento Almeida. Na década de 90, passou a treinar regularmente Kickboxing num projeto da prefeitura da cidade de Guarujá, SP, mais uma vez orientado por um companheiro de armas, o Cabo Iran. No ano de 2013, graças ao impacto positivo de suas performances como competidor de Poomsae, reencontrou o Kickboxing, dada a similitude do Musical Form com o Free Style, modalidade de Poomsae da qual foi o grande introdutor no Centro Oeste. No Kickboxing, ele é discípulo do Grão Mestre Antonio Dias, 8º DAN, sendo registrado na UIAMA - União Internacional de Artistas Marcias da América  e na UMK - União Mundial de Kickboxing 